# TT414
La tombe thébaine TT 414 est située à El-Assasif, dans la nécropole thébaine, sur la rive ouest du Nil, face à Louxor en Égypte.
C'est la tombe d'Ânkh-Hor, maire de Memphis, intendant en chef de Nitocris pendant la XXVIe dynastie.
La tombe a été initialement construite pour l'usage d'Ânkh-Hor et de sa famille. Elle est datée des règnes des pharaons Psammétique II et Apriès. La tombe a ensuite été usurpée pendant la XXXe dynastie et la période ptolémaïque.

## Description
La tombe comprend les sépultures d'Ânkh-hor et des membres de sa famille, dont une sœur, plusieurs frères et une fille.

## Usages de la tombe
Durant la première phase d'utilisation de la tombe, les principaux sites d'inhumation étaient les puits des pièces 7, 8 et 9. Les sépultures ont été saccagées, mais des restes de cercueils, de filets de perles, de stèles, de vases canopes, d'ouchebtis, et de statuettes Ptah-Sokar-Osiris ont été retrouvés. Des fragments de deux cercueils anthropoïdes d'Ânkh-Hor ont été découverts dans la tombe. Le cercueil intérieur en bois est remarquable malgré la mauvaise qualité des décorations. Cela contraste fortement avec la taille et l'architecture de la tombe elle-même, ainsi qu'avec la qualité de l'équipement funéraire des membres de la famille contemporaine.
Dans la pièce 8, on a trouvé les restes de l'équipement funéraire d'une femme nommée Her-Aset. Elle était peut-être l'épouse de l'un des frères d'Ânkh-Hor. Les découvertes comprenaient un cercueil anthropoïde, une stèle en bois et une statuette de Ptah-Sokar-Osiris.
Le cercueil d'un possible neveu ou petit-fils d'Ânkh-Hor nommé Psammétique-men-em-Ouaset II est relativement bien conservé. Des parties de ce cercueil ont été retrouvées réparties en plusieurs endroits de la tombe. Les plus gros fragments proviennent de la salle 10, où le sarcophage était apparemment situé.
La deuxième étape de l'utilisation de la tombe s'est déroulée vers 380-300 avant notre ère. La famille de Padi-Amen-Neb-Nesouttaouy, un prêtre d'Amon de Karnak a introduit des sépultures secondaires dans la salle 7.1 et a construit des salles supplémentaires (par exemple 10.2). La découverte de la sépulture intacte de Ouahibrê datant de la XXXe dynastie a été publiée par Manfred Bietak et Reiser-Haslauer en 1982.
la tombe a ensuite été utilisée par la famille de Djed-Khonsou-Iouef-Ânkh. Des sépultures secondaires ont été placées dans la tombe et certains sarcophages ont été recyclés. L'atrium de la tombe montre des signes de réparation pendant cette période. Des objets funéraires de la famille de Djed-Khonsou-Iouef-Ânkh et de son épouse Mout-Min ont été trouvés dans les chambres 4 et 7 de la tombe. Il s'agit de fragments du cercueil de Djed-Khonsou-Iouef-Ânkh lui-même, du coffre canope et de l'hypocéphale de Mout-Min, de panneaux des cercueils anthropoïdes intérieurs de Djed-Khonsu-Iouef-Ânkh et des fils de Mout-Min, Padi-Amon-Neb-Nesout-Taouy et Iret-Hor. La tombe contenait également le piédestal d'une statue de Ptah-Sokar-Osiris portant le nom d'Amenhotep appelé Py-hj, autre fils de Djed-Khonsou-Iouef-Ânkh et de son épouse Mout-Min. Des inscriptions du temple de Médinet Habou font état d'un quatrième fils, nommé Pa-kher-en-Khonsou dont les titres incluent père de Dieu et prophète d'Amon à Karnak, serviteur de la couronne de Haute-Égypte, serviteur de Hor-Ouer-Ouadjty, administrateur du 3e phylé d'Amenemopet[Lequel ?]. L'inscription de Pa-kher-en-Khonsou date du règne d'Alexandre le Grand, soit 312 et 305 avant notre ère.
Durant la période de 150/100 - 0 avant notre ère, la tombe a été utilisée par la famille d'un dénommé Horus (Hor) et l'un de ses fils Osoroeris,.